# Galerie François-Ier (château de Fontainebleau)

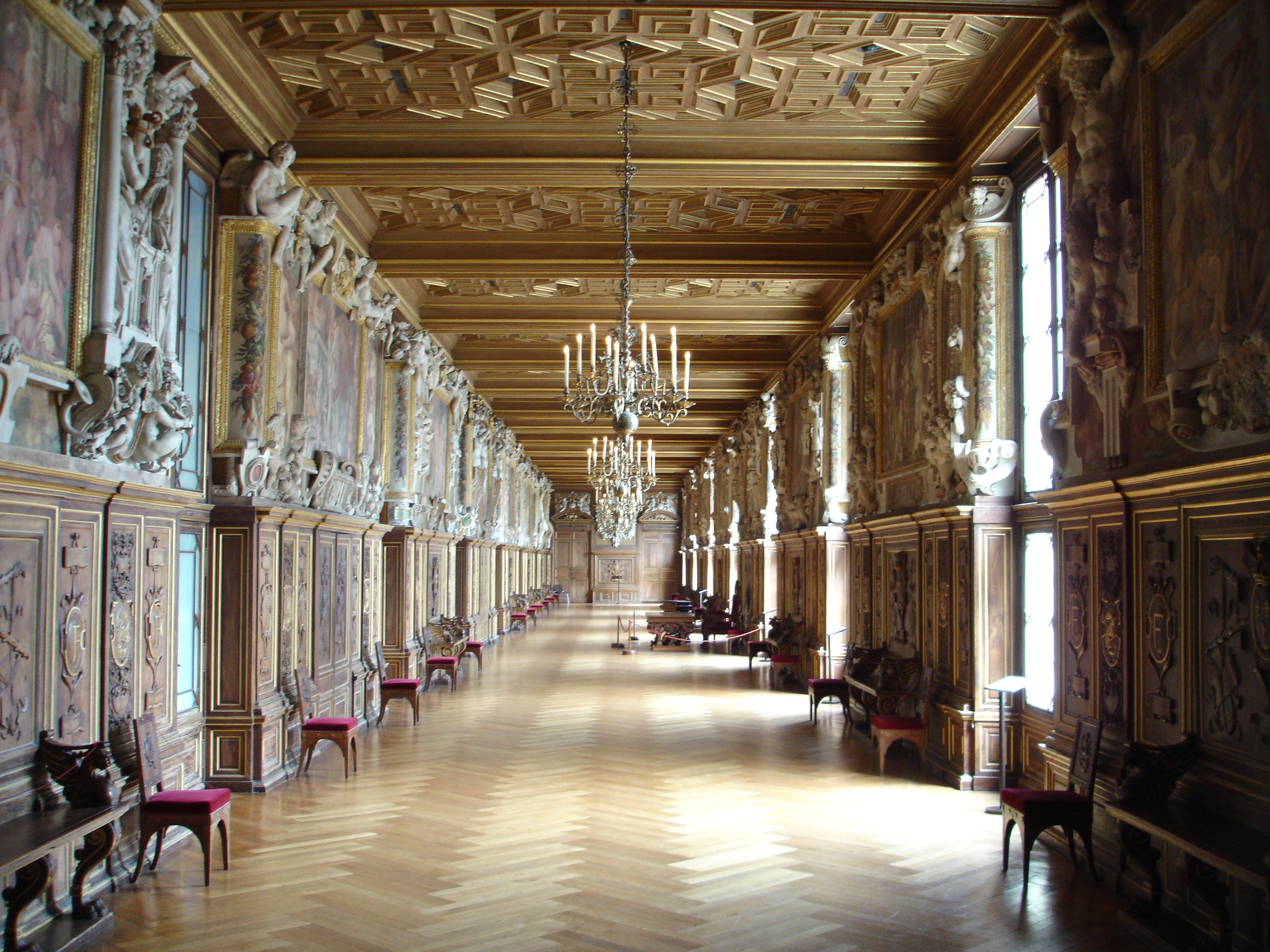
Vue d’ensemble de la galerie François-Ier

La galerie François-Ier est une grande galerie d’apparat située au premier étage du château royal de Fontainebleau (en Seine-et-Marne). L'intervention dans les années 1530 des artistes italiens Rosso Fiorentino et Le Primatice, fait de cette galerie l'ensemble décoratif le plus représentatif de la première École de Fontainebleau, et témoigne de l'engouement de François Ier pour l'art italien.

## Historique
Construite entre 1528 et 1530, elle mesure environ 64 mètres de long et 6 mètres de large, et constituait autrefois un pont couvert jouissant d'ouvertures des deux côtés. Le roi François Ier la fit édifier et décorer, afin de relier ses appartements à la chapelle de la Trinité. Il en gardait les clés et la faisait visiter à ses hôtes de marque.
La galerie a été confiée aux Italiens Rosso Fiorentino et Le Primatice qui la décorèrent de façon originale avec des peintures, des lambris, des fresques et des stucs. Les travaux s'échelonnèrent de mars 1535 à mai 1537 pour les stucs, à partir de 1536 pour les fresques, et furent achevés juste avant la visite de Charles Quint à la Noël 1539.

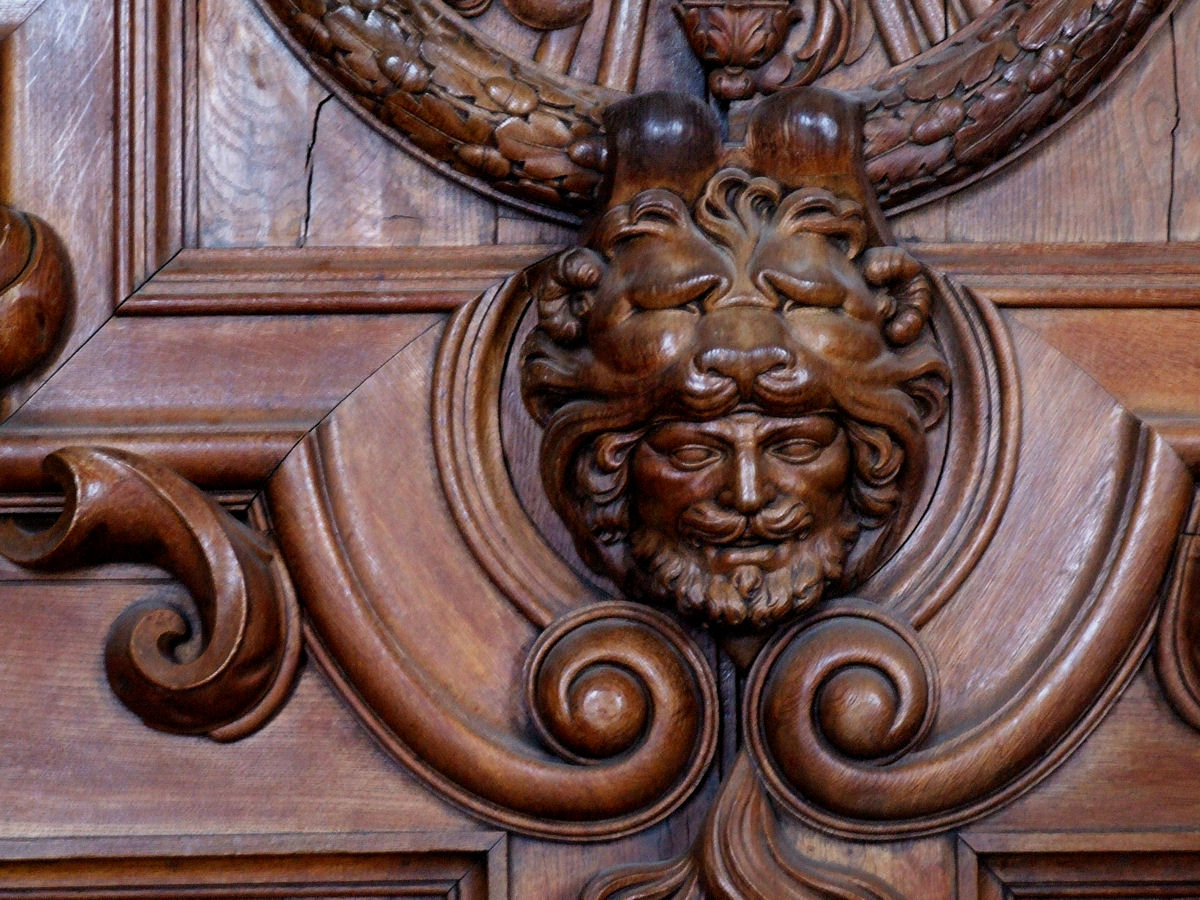
Détail des boiseries.

Les boiseries en noyer sculpté sont l'œuvre du menuisier italien Francesco Scibec de Carpi qui les réalisa dès 1535 avec des essences rares, mais se tourna presque exclusivement vers le bois de noyer à partir de 1539, date à laquelle il exécute le parquet de la galerie et les lambris.
En 1689, on perce une porte dans le mur ouest afin d'accéder au vestibule du fer à cheval, ce qui contraint de supprimer une peinture du Rosso. Puis, certains stucs sont remodelés par François Besson. En 1701, Louis XIV remplace certains sujets trop « osés » par de nouvelles compositions (aujourd'hui disparues) dont à l'est Zéphyr et Flore, et dans le cabinet central Minerve et les arts. C'est en 1710 que Poerson aurait réalisé le dessus de porte du vestibule, avec des scènes illustrant la victoire de François Ier, et L'Histoire écrivant ses actions sur les ailes du temps. De 1730 à 1731, une restauration est menée par Jean-Baptiste van Loo, avec la collaboration de Chardin. L'extrémité de la galerie est revue par l'architecte Gabriel en 1757. Berthélémy restaure les fresques sous la direction du peintre Pierre.
Louis XVI fit dédoubler l'aile en 1786 en ajoutant des appartements, la privant ainsi de son ouverture sur le jardin de Diane, mais faisant réaliser de fausses portes-fenêtres pour garder un aspect symétrique.
Sous Napoléon Ier la transformation de la galerie François-Ier en « galerie de l'Empereur » est décidée en mars 1805. Aménagée en « galerie des Illustres », elle accueille dès le mois de septembre suivant les premiers bustes des aides de camp initialement destinés au château de Saint-Cloud puis ceux de généraux à côté desquels sont exposés des dessins des campagnes militaires de Bonaparte. Les N et les abeilles impériaux remplacent les F et les salamandres de François Ier. Rien ne subsiste de ce décor qui a été effacé dès la première Restauration de la monarchie.
En 1846, une nouvelle restauration, assez lourde, est entreprise. On procède à la création d'une frise en carton-pâte par le sculpteur Jean-Baptiste-Jules Klagmann, tandis que le peintre Couder restaure les peintures. On supprime la cheminée et la galerie reçoit un nouveau parquet. Alaux poursuit la restauration en repeignant entièrement les fresques à l'encaustique, et en ajoutant de nouvelles peintures, dont une vue de l'étang de Fontainebleau et une Dispute de Minerve et Neptune.

## Description

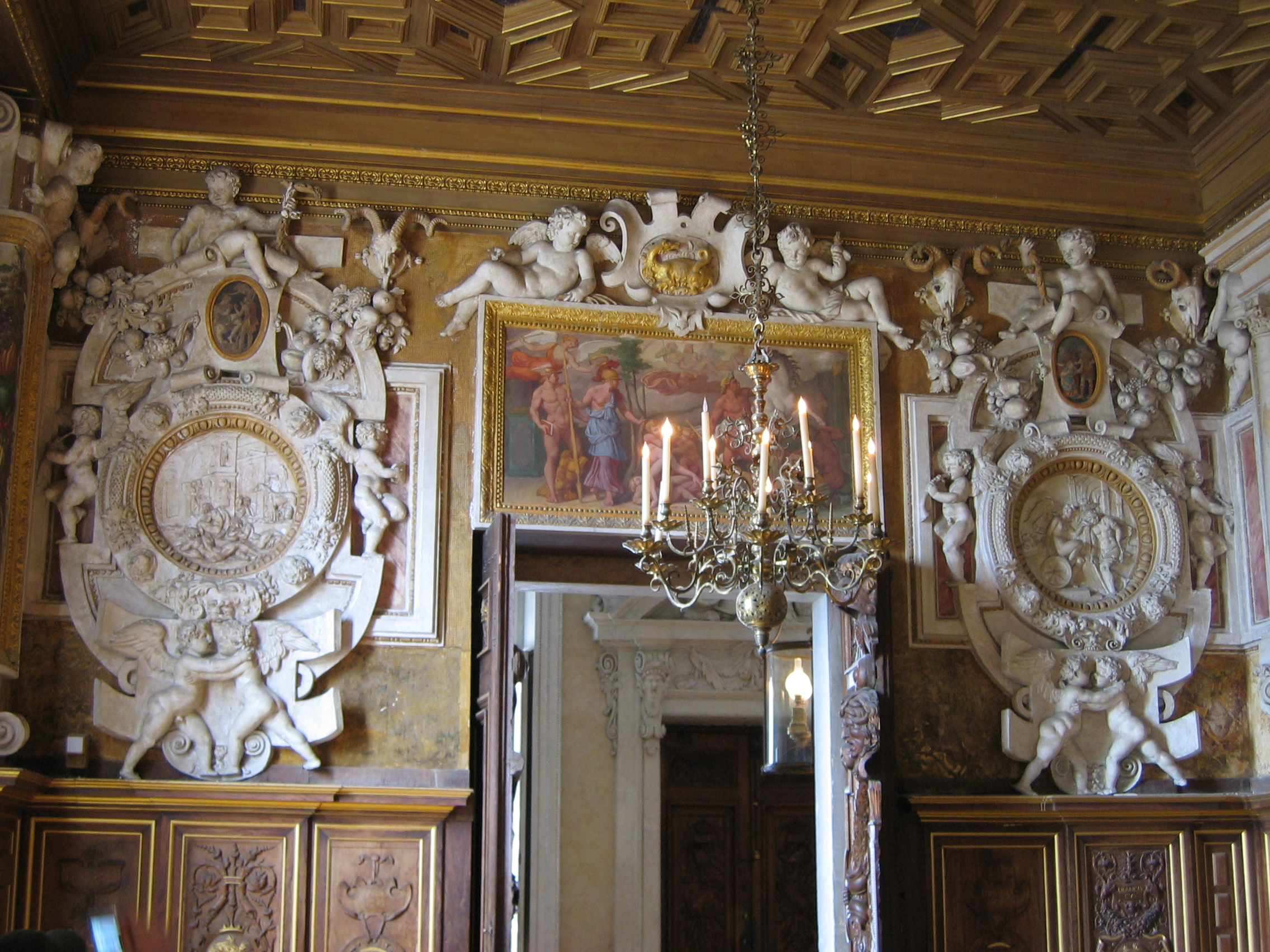
Décor de la porte menant au vestibule du fer à cheval.

La galerie dessine un jeu de travées, rythmées par des ouvertures symétriques et de grands panneaux peints.

### Plafond
Le plafond à caissons joue dans l'ensemble décoratif un rôle plutôt secondaire et affiche un style plutôt classique.

### Décors muraux

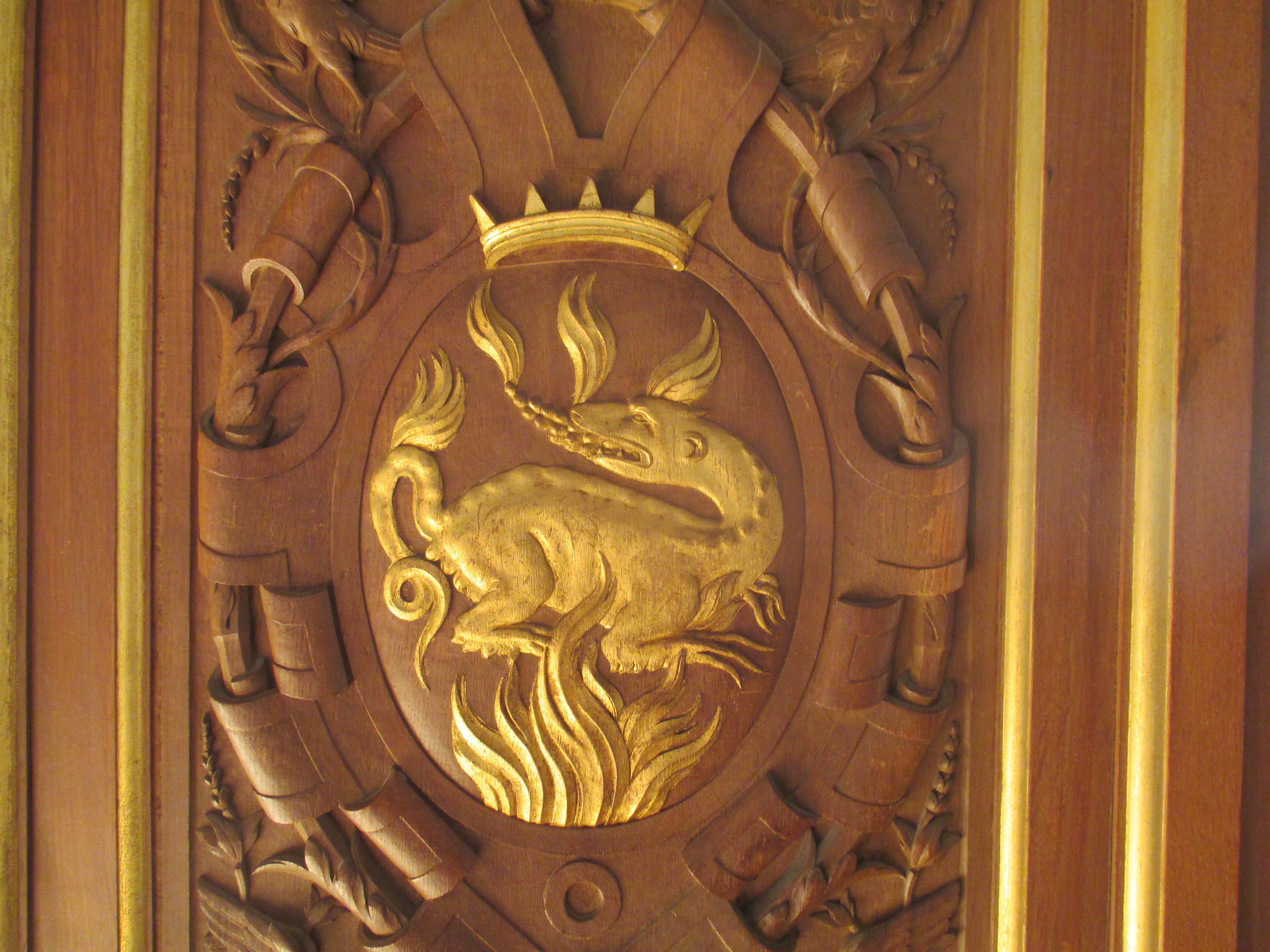
La salamandre de François Ier.

On retrouve partout le monogramme du roi, portant une salamandre. Les stucs se présentent pour la plupart comme de grandes figures en haut-relief accompagnées de chutes de fruits. Rosso Fiorentino et Le Primatice répandent dans l'ensemble décoratif le motif du cuir découpé qui fera école par la suite et sera repris de nombreuses fois.
Les peintures, réparties en deux groupes de six fresques séparées par une travée centrale, représentent des récits de la mythologie gréco-romaine et des allégories dont le sens nous échappe aujourd'hui (Marguerite d'Angoulême, sœur de François Ier, admettait elle-même la complexité des thèmes et disait « lire en hébreu » sans explications annexes), mais qui symbolisent probablement le bon gouvernement du roi et font l'éloge de François Ier. Les couleurs et la facture de ces scènes se rapprochent du maniérisme florentin, où l'on perçoit notamment une influence de Michel-Ange dans le traitement des nus.

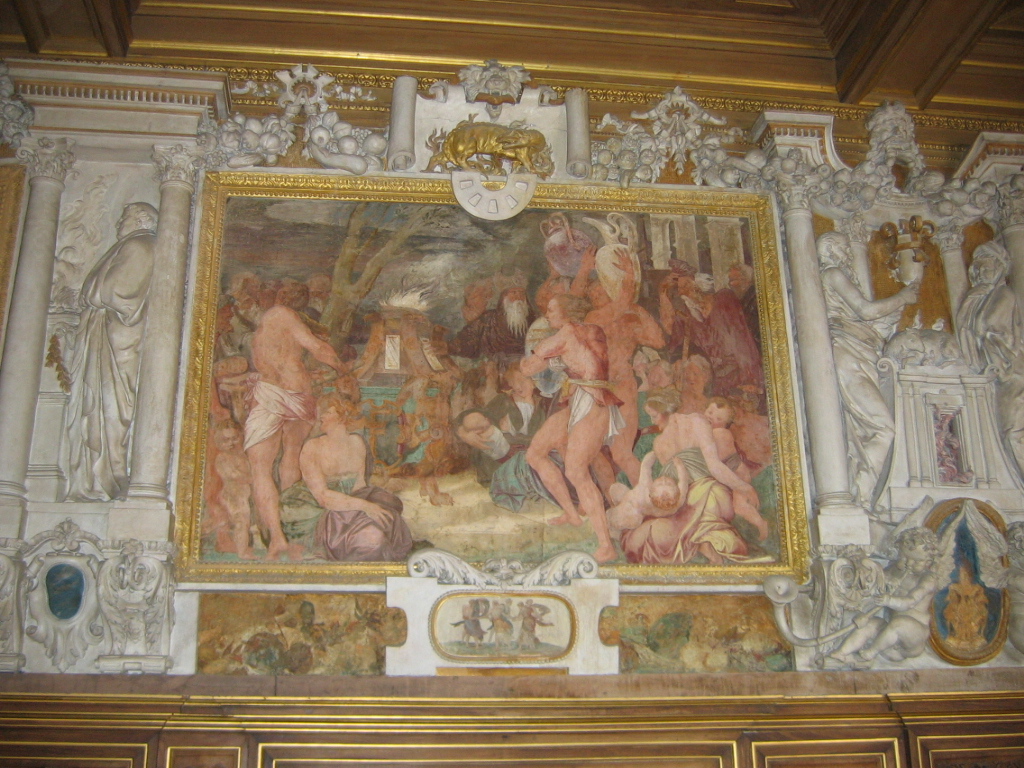
Le Sacrifice,
Le Rosso, fresque, années 1530.

Dans la première travée nord est peinte la fresque dite du Sacrifice (par Rosso Fiorentino), dans laquelle un prêtre mitré vêtu de noir se tient près d'un autel enflammé, entouré de vieillards, de femmes tenant des enfants et de porteurs de vases. Le prêtre représenté pourrait être saint François de Paule, ou bien le roi François Ier lui-même, la fresque évoquant ainsi le rôle religieux du roi et ses compétences de prêtre, qu'il exerce au même titre que sa fonction de souverain. Les stucs autour de la fresque représentent le sacrifice d'un bélier et celui d'un taureau, toujours dans la thématique religieuse exprimée par la fresque centrale.
Dans la première travée sud est peinte la fresque de L'Ignorance chassée (œuvre de Rosso Fiorentino), avec sur la droite la représentation de François Ier en empereur romain, couronné de laurier, tenant une épée et un livre. L'ignorance, représentée par des personnages aux yeux bandés, est chassée. Les stucs encadrant la fresque représentent deux satyres mâle et femelle et leurs enfants. Cette fresque pourrait évoquer la politique culturelle de François Ier, en tant qu'elle permet d'éloigner l'ignorance et place ainsi le roi en garant de la connaissance. Les deux satyres illustreraient le résultat de l'ignorance, entraînant le vice.

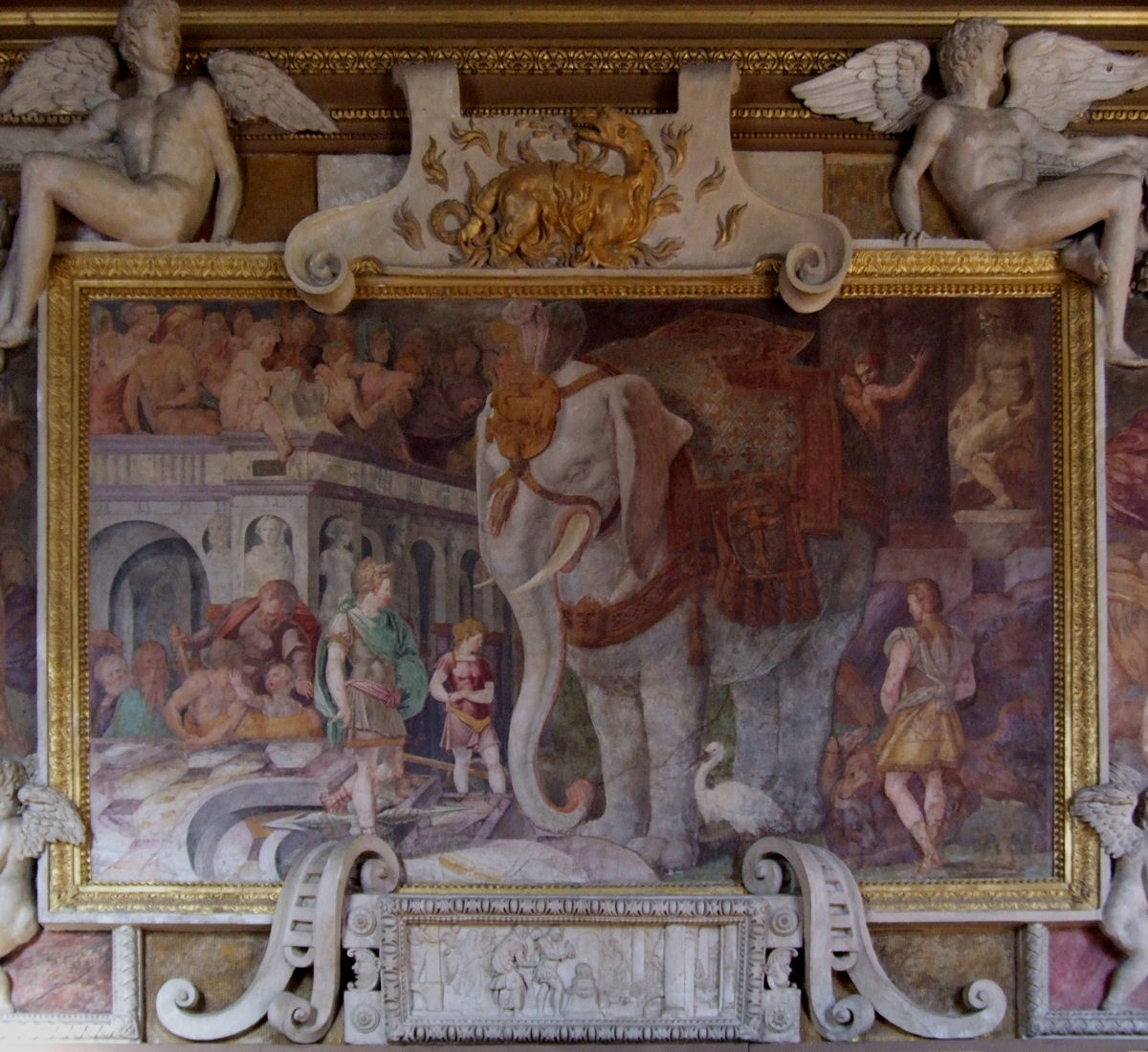
L’Éléphant au caparaçon,
Rosso Fiorentino, fresque, vers 1536

Dans la deuxième travée nord, figure la célèbre fresque de l'Éléphant royal (par Rosso Fiorentino) dite aussi L'Éléphant au caparaçon (symbole de force, de sagacité, et de pérennité de la royauté) représenté sur une place, portant le chiffre royal sur le front (écu à la salamandre) et des fleurs de lys sur le caparaçon, représentant ainsi le roi François Ier lui-même. À ses pieds figurent trois allégories de l'air, de la terre et de l'eau (l'homme au foudre représente Jupiter, l'homme au trident Neptune, et celui accompagné de Cerbère Pluton, en référence aux trois espaces sur lesquels règne François Ier), ainsi qu'une cigogne qui symboliserait l'amour filial, celle-ci représentant la mère du roi, Louise de Savoie. Sur les côtés sont peintes deux fresques sur le thème des enlèvements mythologiques : à droite Saturne déguisé en cheval enlevant Philyre, et à gauche Jupiter, changé en taureau, enlevant Europe. Les stucs illustrent légèrement l'Histoire d'Alexandre le Grand, avec notamment Alexandre tranchant le nœud gordien, sous la fresque.
Dans la deuxième travée sud une fresque peinte par Rosso Fiorentino illustre François Ier en empereur, tenant dans sa main un grenade, tandis qu'un enfant agenouillé lui tend d'autres fruits similaires. Le roi est entouré de militaires, bourgeois et paysans, vêtus de costumes romains et gallo-romains. Cette scène évoquerait le roi en tant que défenseur de l'unité de l'État : il tient une grenade, réputée pour comporter de nombreux pépins, que le roi ainsi réunis. La diversité des classes sociales représentées dans son entourage serait une référence au caractère universel de son gouvernement, s'appliquant à tous ses sujets, tandis que les costumes antiques placeraient François Ier comme un nouveau César. Les stucs représentent quant à eux deux couples enlacés.

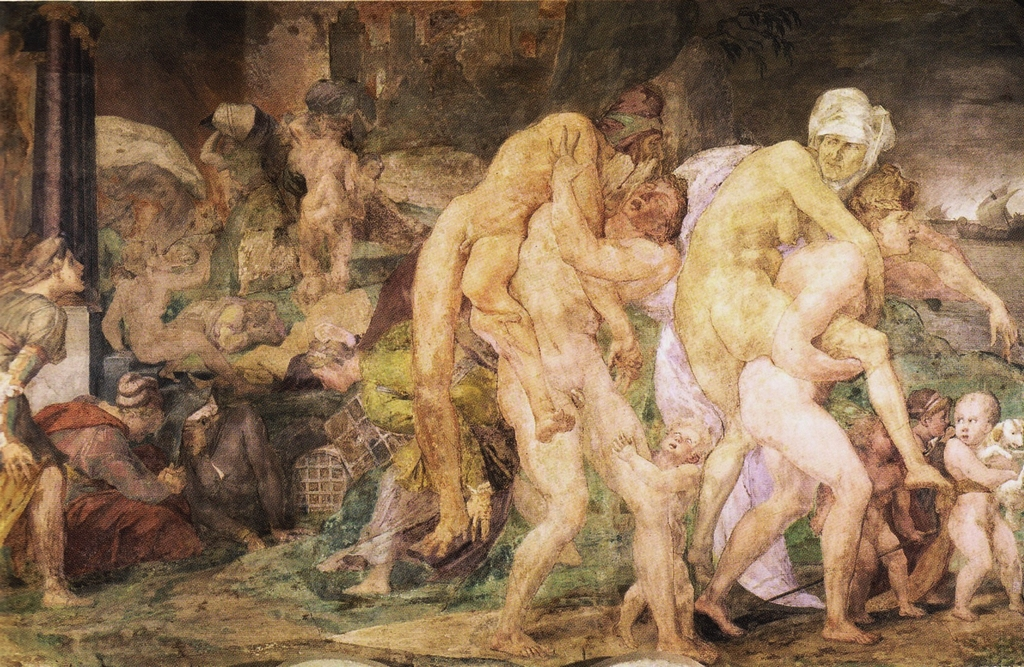
L'Incendie

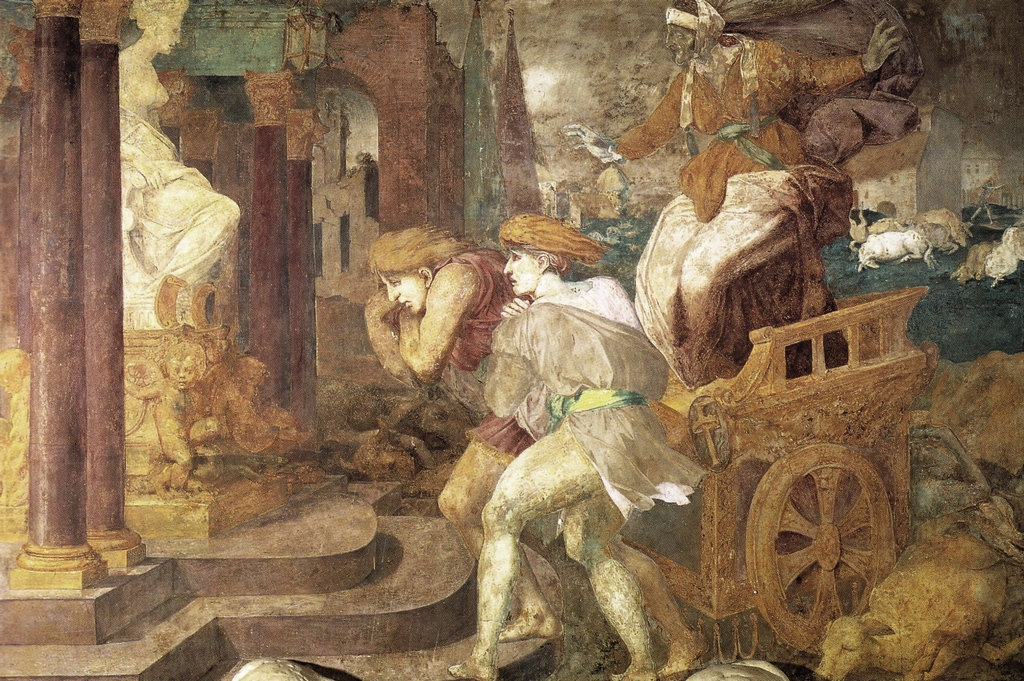
Cléobis et Biton

Dans la troisième travée nord est peinte la fresque de L'Incendie (par Rosso Fiorentino), dans laquelle deux personnages portent un homme et une femme âgés sur leurs épaules, traditionnellement comprise comme une représentation de l'histoire des jumeaux de Catane, qui ont fui l'incendie de leur ville chargés de leurs parents. Toutefois une restauration a montré que l'un des personnages était une jeune femme, alors que les jumeaux de Catane étaient deux hommes. Il pourrait aussi s'agir d'une allusion au mythe d'Énée quittant Troie en flammes et portant son père Anchise sur les épaules ; Erwin et Dora Panofsky y voyaient également une allusion au « dévouement » des deux enfants de François Ier, otages de Charles-Quint à la place de leur père. Les stucs représentent à gauche un homme barbu vêtu de braies et à droite un jeune homme portant un pagne, ces deux personnages évoquant l'amour filial, tandis que la fresque pourrait faire référence au dévouement des deux fils de François Ier, ceux-ci se livrant à l'ennemi espagnol en échange du roi alors prisonnier à Madrid.
Dans la troisième travée sud est peinte (par Rosso Fiorentino) la fresque de Cléobis et Biton, dans laquelle les deux jeunes hommes portent leur mère et la mènent à un temple. Des bas-reliefs en stucs représentent à gauche Sidype au milieu des pestiférés, à droite La Mort de Cléobis et Biton, et au centre Pera nourrissant Simon. Toutes ces scènes symboliseraient l'amour de François Ier et Marguerite d'Angoulême pour leur mère Louise de Savoie.

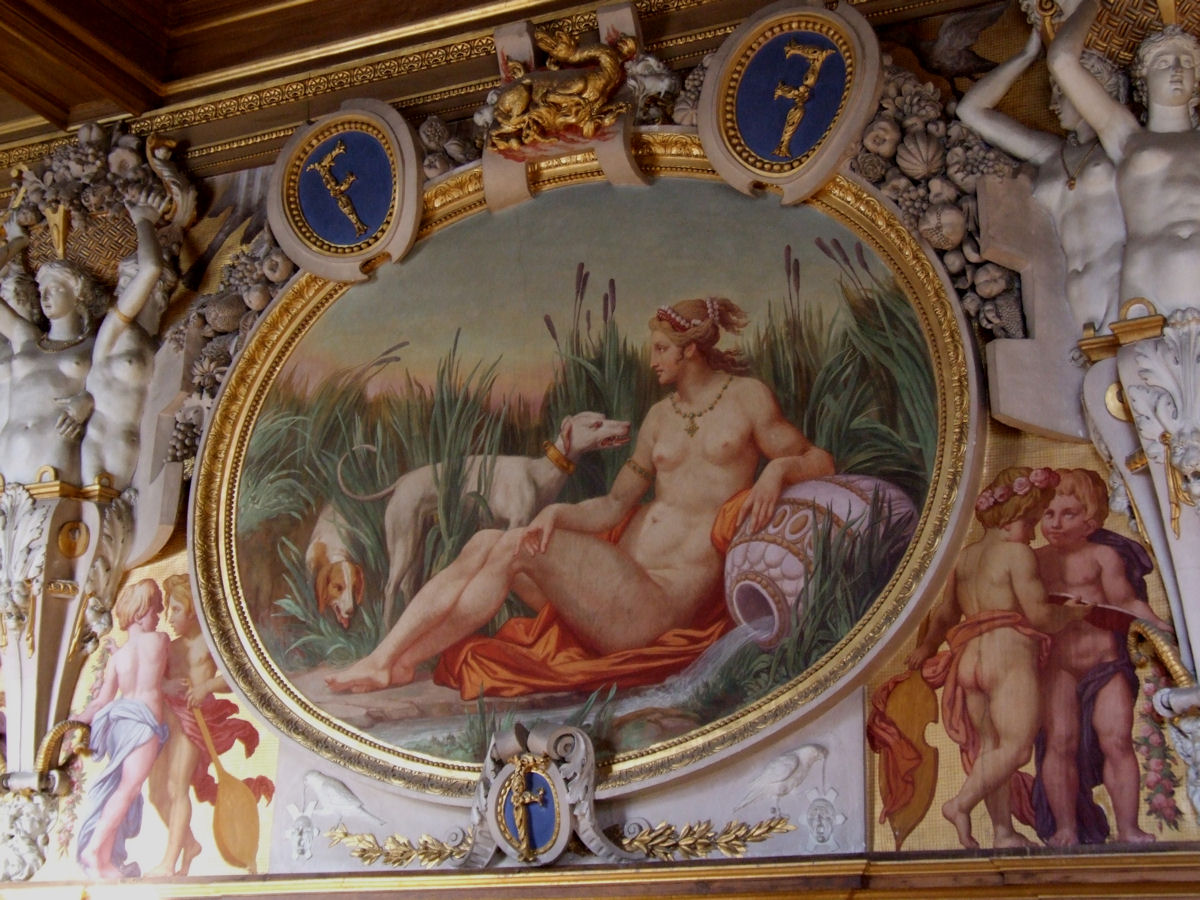
La nymphe de Fontainebleau,
Jean Alaux, 1860-1861

La travée centrale est peinte de deux scènes ovales : au nord, La Nymphe de Fontainebleau (réalisée en 1860-1861 par le peintre Alaux d’après une œuvre du Rosso), et au sud, Danaé (par Le Primatice), avec des stucs réalisés par Le Rosso représentant des figures féminines portant des corbeilles de fruits. Les fresques latérales illustrent les chars d’Apollon et de Diane.
Dans la cinquième travée nord est visible La Vengeance de Nauplius (dite aussi Le Naufrage, ou La Destruction de la flotte grecque), par le Rosso, dans laquelle Nauplius, au premier plan, tue les marins grecs affolés. Les fresques des encadrements illustrent Neptune et Amymone, tandis que sont disposées de part et d'autre de la fresque des niches vides. La fresque centrale pourrait symboliser les malheurs engendrés par la traîtrise et la vengeance, punies par la colère divine. Cette fresque serait ainsi une évocation directe de la traîtrise du connétable de Bourbon, celui-ci s'étant rallié aux ennemis espagnols.
Dans la cinquième travée sud est peinte par le Rosso la fresque de La Mort d'Adonis. Adonis est figuré au premier plan. Des amours s'échappent avec ses vêtements. Venus est représentée sur son char au milieu d'une nuée. Aux alentours sont représentées des allégories de La Fortune, de l'Amour (Eros) et de l'Adversité (une vieille femme cassée tenant des marteaux). Les stucs représentent à gauche Cybèle sur son char avec des lions et une lionne, à droite une scène d'orgie, et au centre une course de char. Cette fresque centrale symbolisant la mort et le malheur, ainsi qu'une passion violente, pourrait faire référence à la mort du dauphin François en 1536. Les fresques d'encadrement illustrent deux couples enlacés.

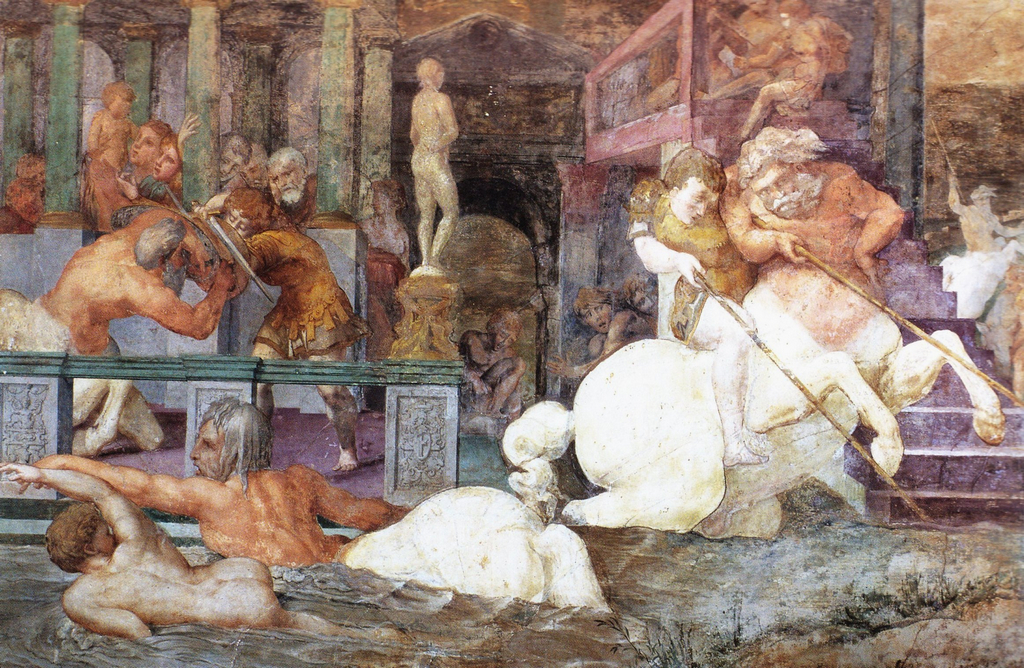
L'Éducation d'Achille

Dans la sixième travée nord est peinte une fresque consacrée à L'Éducation d'Achille par le centaure Chiron (par le Rosso), dans laquelle on observe le jeune héros grec accomplissant une série d'exercices (escrime, natation, chasse etc.) avec à gauche des prisonniers enfermés dans une cage. Cette fresque illustrerait l'éducation de François Ier et ainsi l'éducation « idéale » d'un prince, tandis que les prisonniers illustreraient la forme « d'esclavage » que constituerait le manque d'éducation. Les fresques latérales représentent des Géants attachés à des arbres.

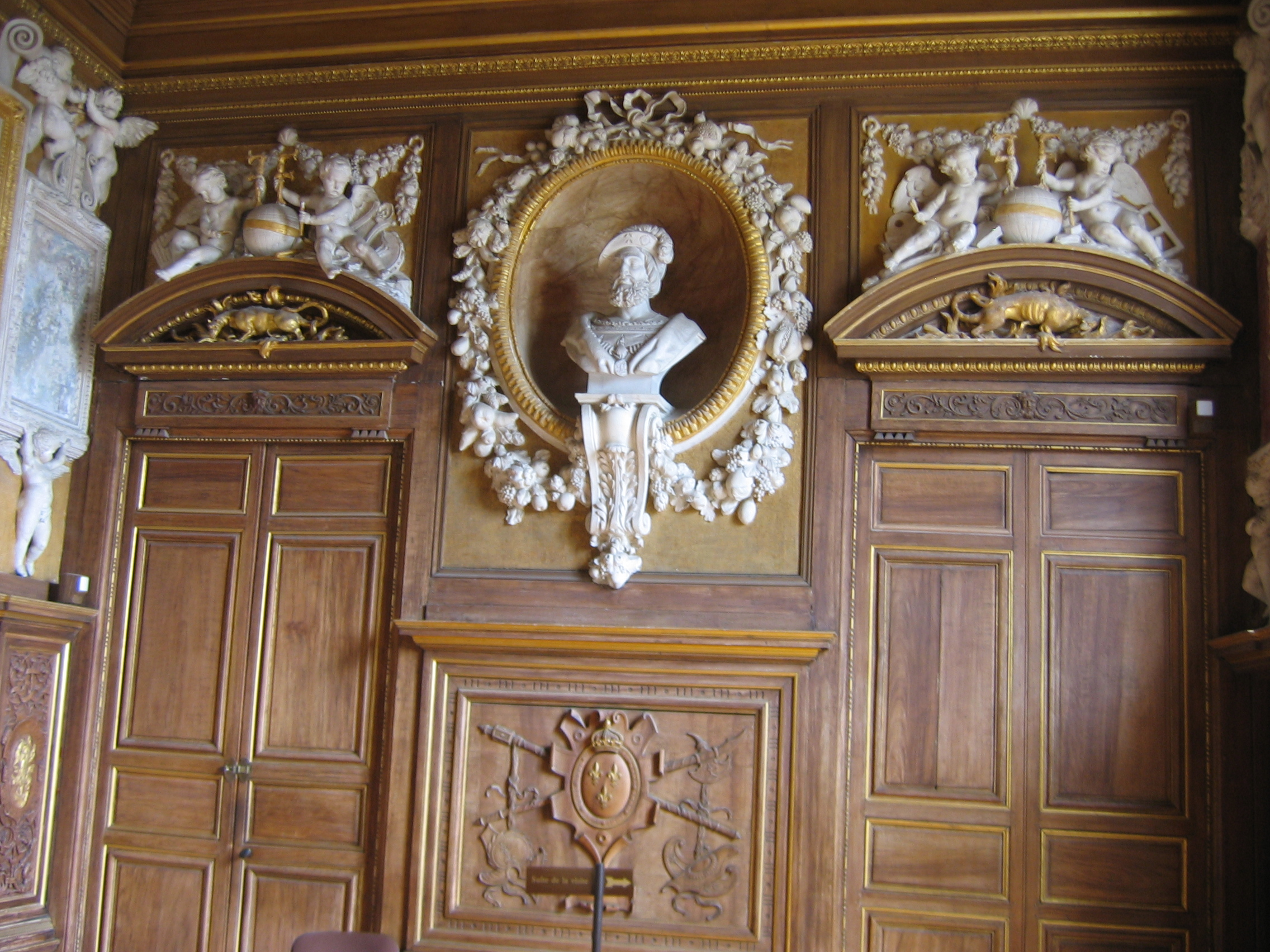
Extrémité est de la galerie, avec les deux portes menant aux appartements royaux, et au centre le buste de François Ier.

Dans la sixième travée sud est peinte par le Rosso une scène tirée d'une fable de Nicandre de Colophon et illustrant La jeunesse perpétuelle perdue par les hommes. On peut y voir en haut à gauche le dieu Mercure venant au-devant des hommes annoncer que Jupiter accepte de leur donner la jeunesse éternelle. À gauche sont représentés un groupe de jeunes gens, au centre l'âne portant la jeunesse est en train de s'abreuver tandis que le serpent enlève la jeunesse représentée sous les traits d'une jeune fille. À droite enfin sont représentés des vieillards. Aux encadrements de la fresque sont représentés à gauche : des jeunes gens entrant dans un temple, et à droite : des allégories dont la médisance (une femme à trois têtes entourée d'abeilles).

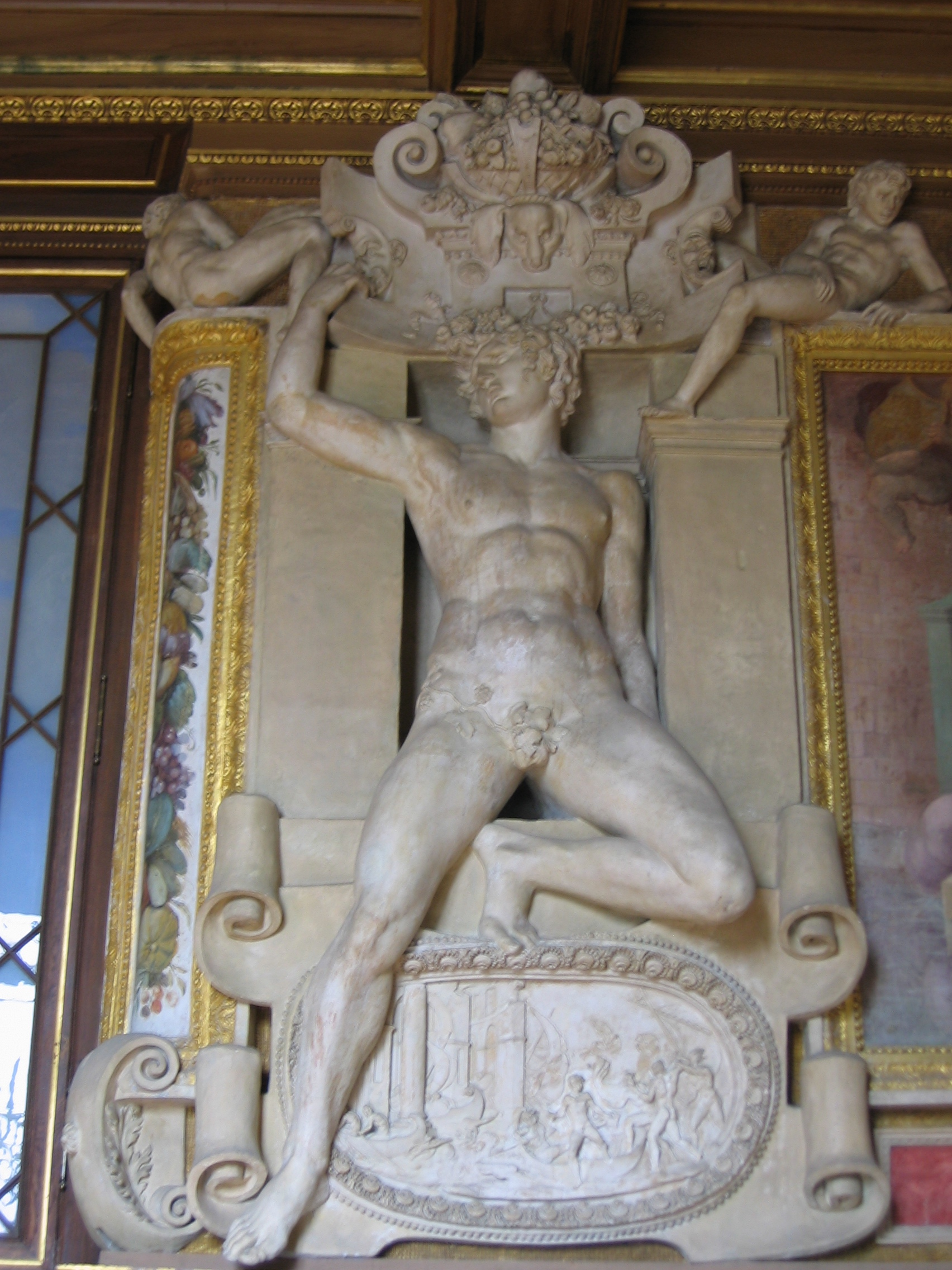
Stuc en haut-relief représentant un jeune homme.

Dans la septième travée nord est visible la scène de Vénus et l'Amour au bord d'un bassin (intitulée aussi Vénus frustrée ou encore Vénus tentant de réveiller l'Amour endormi), tandis que Mars est parti guerroyer, peinte par le Rosso. Trois amours portent un bouclier, un casque, et une lance. Les stucs représentent un jeune homme à gauche et une jeune femme à droite. Des bas-reliefs illustrent à gauche un combat naval, et à droite une batterie de cavalerie. Cet ensemble pourrait évoquer le roi en chef militaire, et sa tristesse à l'idée de quitter sa demeure de Fontainebleau (symbolisée par Vénus). Sous la fresque est installé un tableautin réalisé en 1540, et représentant une vue du château de Fontainebleau avec la galerie François-Ier et la Porte Dorée.
Dans la septième travée sud est figurée une fresque (du Rosso) illustrant le combat des centaures et des lapithes. Les stucs représentent des jeunes hommes soufflant dans des trompettes.
À l’est, du côté du buste de François Ier sont peintes des scènes violentes : Défaite de Pavie, Captivité du roi à Madrid.